# FK Orenburg
FK Orenburg (Russisch:  ФК Оренбург) is een Russische voetbalclub uit Orenburg.
De club werd in 1976 als Gazovik Orenburg opgericht en was de opvolger van Lokomotiv Orenburg (1960-1975). De club speelde vooral op het derde niveau in de Sovjet-Unie en zakte ook weg naar de amateurs. In 1992 begon de club in de lagere Russische regionale klassen en promoveerde in 1998 naar de Russische Tweede Divisie. Daar werd de club in 2010 kampioen in de Oeral-Wolga-groep en promoveerde voor het eerst naar de Russische Eerste Divisie. De club degradeerde direct, maar promoveerde in 2013 weer terug. In het seizoen 2015/16 werd Gazovik Orenburg kampioen en promoveerde naar de Premjer-Liga. Op 25 mei 2016 werd de naam veranderd in FK Orenburg. In mei 2017 degradeerde de club na via penalty's besliste promotie-degradatie-wedstrijden tegen SKA-Chabarovsk. Na één seizoen kon de club terugkeren.